# Амирантские острова
Амира́нтские острова (англ. Amirantes Islands) — архипелаг в западной части Индийского океана к северо-востоку от острова Мадагаскар, примерно в 300 км к юго-западу от Сейшельских островов. Входят в состав Республики Сейшельские Острова.

## География
Некоторые источники распространяют название только на 8 коралловых островов и три атолла (состоящих из 18 островков) общей площадью 9,91 км². При этом считается, что население островов менее 100 человек, из них 50 проживают на острове Дерош. Пять островов обитаемы.
Некоторые источники насчитывают 24 острова, включают в архипелаг соседние острова (например Группа островов Альфонс).
Другие источники насчитывают около 150 островов общей площадью около 86 км².

### Список островов
| №  | Название                       | Тип                     | Площадь, км² | Население, чел. (прибл.) | Координаты                                           |
| -- | ------------------------------ | ----------------------- | ------------ | ------------------------ | ---------------------------------------------------- |
| 1  | Lady Denison-Pender Shoal      | подводная отмель        | -            | -                        | 4°49′ ю. ш. 53°20′ в. д.                             |
| 2  | Риф Ремир                      | подводный риф           | -            | -                        | 5°05′ ю. ш. 53°21′ в. д.                             |
| 3  | Марии-Луизы                    | высокий песчаный остров | 0,526        | 15                       | 6°11′ ю. ш. 53°08′ в. д.                             |
| 4  | Île Desnœufs (Isle des Noeufs) | высокий песчаный остров | 0,35         | -                        | 6°14′ ю. ш. 53°03′ в. д.                             |
| 5  | Ремир                          | высокий песчаный остров | 0,27         | -                        | 5°07′ ю. ш. 53°19′ в. д.                             |
| 6  | Африкан-Банкс                  | песчаный остров         | 0,3          | -                        | 4°53′ ю. ш. 53°24′ в. д.                             |
| 7  | D’Arros Island (Daros)         | песчаный остров         | 1,50         | 15                       | 5°24,50′ ю. ш. 53°18′ в. д.                          |
| 8  | Bertaut Reef                   | песчаный остров         | 0,002        | -                        | 5°39′06″ ю. ш. 53°14′18″ в. д.                       |
| 9  | Этуаль                         | песчаный остров         | 0,01         | -                        | 5°53′ ю. ш. 53°01′ в. д.                             |
| 10 | Будёз                          | песчаный остров         | 0,01         | -                        | 6°05′31″ ю. ш. 52°49′50″ в. д.                       |
| 11 | Сен-Жозеф                      | атолл                   | 1,21         | 10                       | 5°25′ ю. ш. 53°20′ в. д.                             |
| 12 | Дерош                          | атолл                   | 3,24         | 50                       | 5°41′ ю. ш. 53°41′ в. д.                             |
| 13 | Poivre Islands                 | атолл                   | 2,48         | 10                       | 5°46′ ю. ш. 53°19′ в. д.                             |
|    | Амирантские острова            | архипелаг               | 9,90         | 100                      | от 04°49' до 06°14' ю. ш., от 52°50° до 53°41' в. д. |

## История
Открыты в 1502 году португальской экспедицией Васко да Гама, названы в честь адмирала (порт. Ilhas de Amirante). В 1742 году Франция объявила острова своей колонией. После поражения Наполеона, острова в 1814 году перешли Британии и относились к Маврикию. В 1909 Сейшельские острова стали отдельной колонией и включили в себя Амирантские острова. В 1965 году остров Дерош был передан под администрирование Британской территории в Индийском океане. В 1976 году перешли к Республике Сейшельских островов, получившей тогда независимость.